# Академия Государственной пенитенциарной службы Украины
Пенитенциарная академия Украины (бывшая Академия Государственной пенитенциарной службы) - высшее учебное заведение Государственной пенитенциарной службы Украины. Учреждение готовит специалистов для Государственной уголовно-исполнительной службы Украины образовательно-квалификационного уровня «бакалавр» и «магистр» на дневной и заочной формах обучения. ВУЗ с 2015 года.

## История
Как специализированного учебного заведения, его история началась 15 сентября 1978 года. В 1978 году приказом МВД СССР в Чернигове была создана школа усовершенствования начальствующего состава милиции. За время её существования прошли курс подготовки и повышения квалификации свыше 16 тысяч сотрудников органов внутренних дел и органов и учреждений исполнения наказаний.
После провозглашения независимости Украины и постановлением Кабинета Министров в 1992 году создано Черниговское училище внутренних дел МВД Украины. С этого времени начинается его развитие и становление как высшего учебного заведения.
В 1999 году постановлением Кабинета Министров Украины от 29 июня № 1161 училище стало подчиняться вновь созданному центральному органу исполнительной власти по вопросам исполнения наказаний государственного департамента Украины по вопросам исполнения наказаний. С тех пор учебное заведение обеспечивает подготовку кадров исключительно для пенитенциарной системы Украины.
С 1999 года в структуре училища функционирует отделение заочного обучения и повышения квалификации работников. В результате реорганизации (переименования) Черниговское юридическое училище Государственного департамента Украины по вопросам исполнения наказаний, согласно приказу Департамента от 30 декабря 2002 года № 271, учебное заведение приобрело статус колледжа.
В 2003 году колледж получил лицензию на подготовку специалистов образовательно-квалифицированного уровня «бакалавр».
В 2007 году был аккредитован на II уровень и впервые в этом году прошел выпуск бакалавров. В период 2011—2012 года произошло переименование колледжа и получение лицензии по направлению подготовки «Правоведение».
Выполняя распоряжение Кабинета Министров Украины от 21 октября 2015 года № 1111-р Черниговский юридический колледж Государственной пенитенциарной службы Украины было преобразовано в Академию Государственной пенитенциарной службы.

## Структура академии
Академия рассчитана на 1000 обучающихся, учебно-воспитательный процесс обеспечивают 226 сотрудников. Из них имеют научные степени и ученые звания: 11 доктор наук, 38 кандидатов, доцентов.
В течение последних пяти лет по материалам исследований защищено более 10 диссертаций на соискание научных степеней кандидатов наук (3 юридических, 1 — государственного управления), издано 8 монографий, 12 учебных пособий, десятки методических разработок. Весомые достижения в области уголовно-исполнительного права получили преподаватели Академии к. гос. упр. М. М. Ребкало, д. ю. н., доцент С. И. Халимон, к. ю. н. Г. М. Подвысоцкий, к. ю. н. С. В. Царюк соавторы научно-практического комментария к Уголовно-исполнительного кодекса Украины.

## Руководители
В разные годы учебное заведение возглавляли: И. С. Демченко, В. П. Синица, И. Ю. Шутяк, М. А. Прохоренко, А. В. Евдокимов, В. И. Свинарев, К. А. Гречанюк, А. И. Олейник.